# Sportpark Olympia
Sportpark Olympia – wielofunkcyjny stadion, położony w mieście Waalwijk, Holandia. Oddany został do użytku 1940 roku. Swoje mecze na tym obiekcie rozgrywał zespół RKC Waalwijk, aż do 1996 roku, kiedy to klub przeniósł się na nowoczesny Mandemakers Stadion. Pojemność stadionu wynosi 6 200 osób.
Mecz: RKC Waalwijk - Fortuna Sittard 1:1, rozegrany 5 maja 1996, był ostatnim spotkaniem piłkarskim rozegranym na Sportpark Olympia.